# تشارلز غويو
تشارلز غويو (بالإنجليزية: Charles Guyot)‏ ولد بتاريخ 4 أغسطس 1890 في سويسرا، وتوفي في 30 أبريل 1958 في سويسرا، كان دراج سويسري.

## روابط خارجية
- تشارلز غويو على موقع أرشيف الدراجات (الإنجليزية)
- تشارلز غويو على موقع إحصائيات الدراجات الإحترافية (الإنجليزية)